# Thevetia
Thevetia é um género botânico pertencente à família Apocynaceae.

## Espécies
- Thevetia ahouai (L.) A.DC.
- Thevetia amazonica Ducke
- Thevetia bicornuta Müll.Arg.
- Thevetia gaumeri Hemsl.
- Thevetia ovata (Cav.) A.DC.
- Thevetia peruviana (Pers.) K.Schum.
- Thevetia plumeriaefolia Benth.
- Thevetia thevetioides (Kunth) K.Schum.